# 弗雷萨克
弗雷萨克（法語：Fressac，法語發音：[fʁɛsak]）是法国加尔省的一个市镇，属于勒维冈区。

## 地理
弗雷萨克（43°59'48"N, 3°55'33"E）面积5.89 平方千米，位于法国奧克西塔尼大區加尔省，该省份为法国南部沿海省份，南端濒地中海，北起顺时针与阿尔代什省、沃克吕兹省、罗讷河口省、埃罗省、阿韦龙省和洛泽尔省接壤。
与弗雷萨克接壤的市镇（或旧市镇、城区）包括：迪尔福和圣马丹德索斯纳克、莫诺布莱、圣费利克斯-德帕利耶尔。

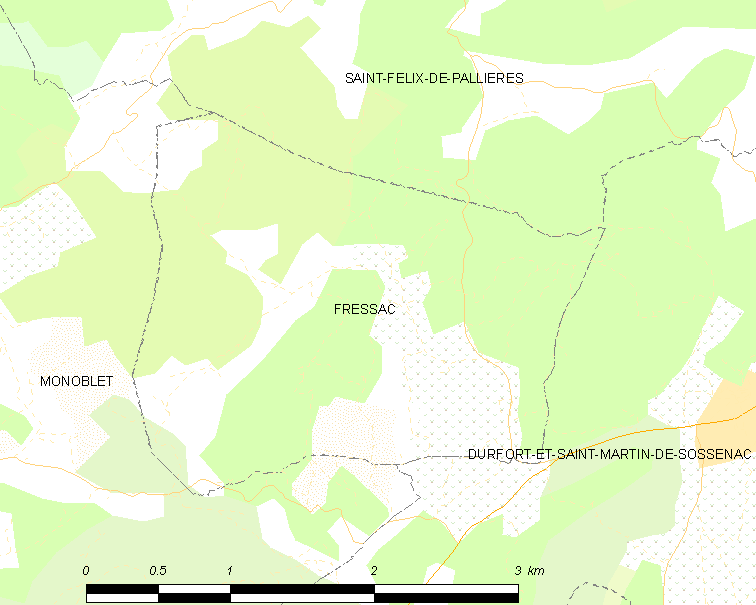
弗雷萨克的OSM定位图

弗雷萨克的时区为UTC+01:00、UTC+02:00（夏令时）。

## 行政
弗雷萨克的邮政编码为30170，INSEE市镇编码为30119。

## 政治
弗雷萨克所属的省级选区为基萨克县。

## 人口

1962-2008年间弗雷萨克人口变化图示

弗雷萨克于2022年1月1日时的人口数量为161人。